# Геологія Херсонської області

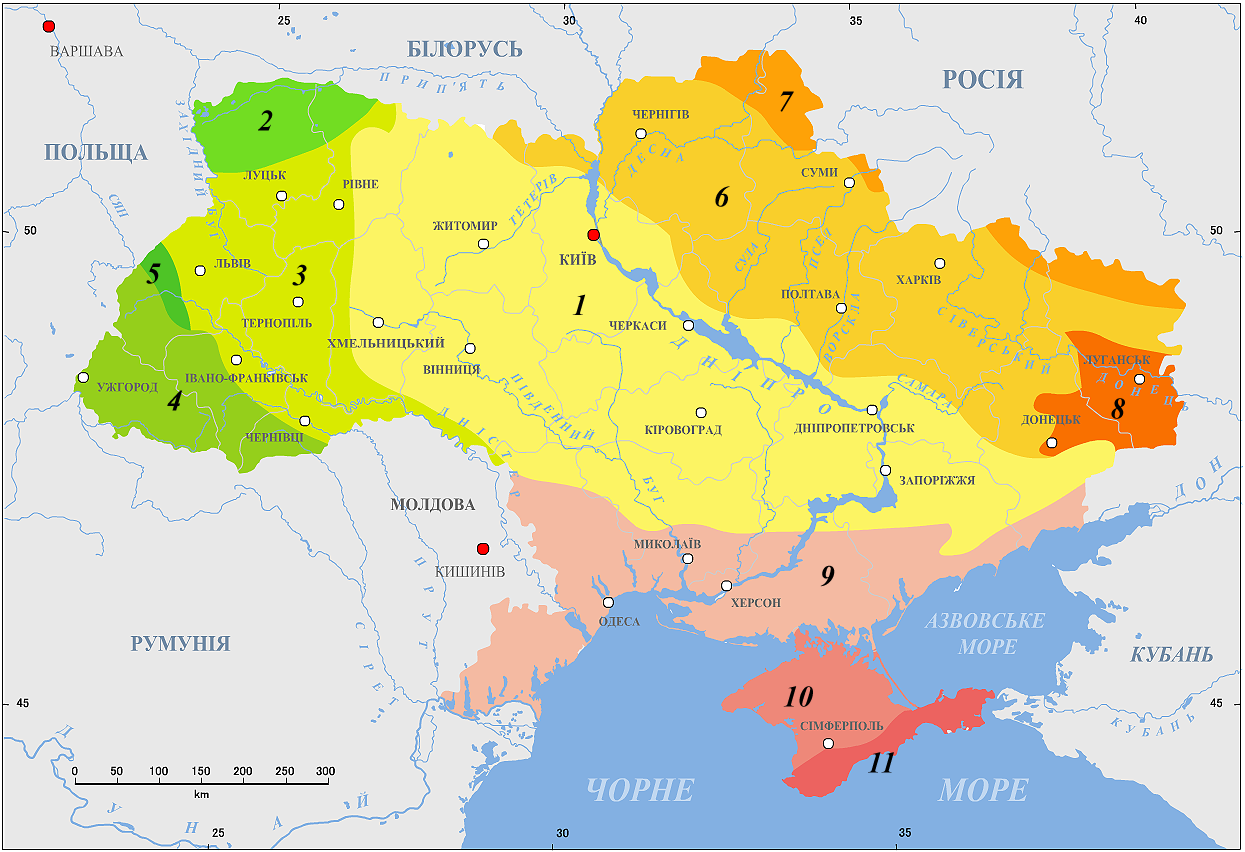
1. Український щит
2. Ковельський виступ
3. Волино-Подільська плита
4. Карпатська складчаста область
5. Західно-Європейська платформа
6. Дніпровсько-Донецька западина
7. Воронезький масив
8. Донецька складчаста область
9. Причорноморська западина
10. Скіфська плита
11. Кримська складчаста область

Херсонська область розташована у південній частині України, у межах Причорноморської низовини, північна частина області включає одну з найбільших тектонічних структур України - Український щит.

## Ресурси
З корисних копалин на території області залягають цементні й цегляно-черепичні глини, мергель, вапняк, будівельний пісок, кам’яна сіль та торф.

## Галерея

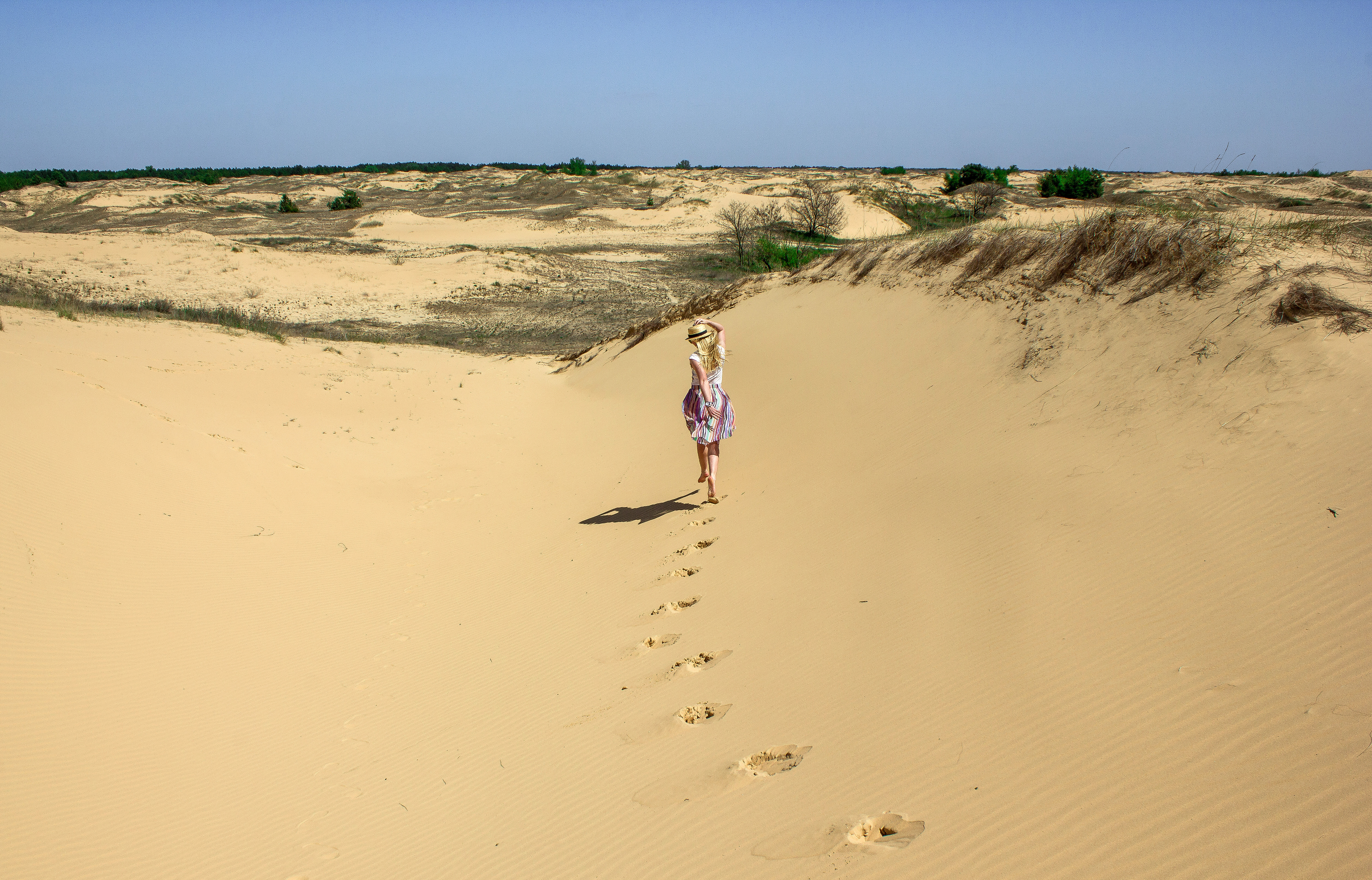
Піщаний масив Олешківські піски - один  з найбільших піщаних масивів у сухостеповій Європі
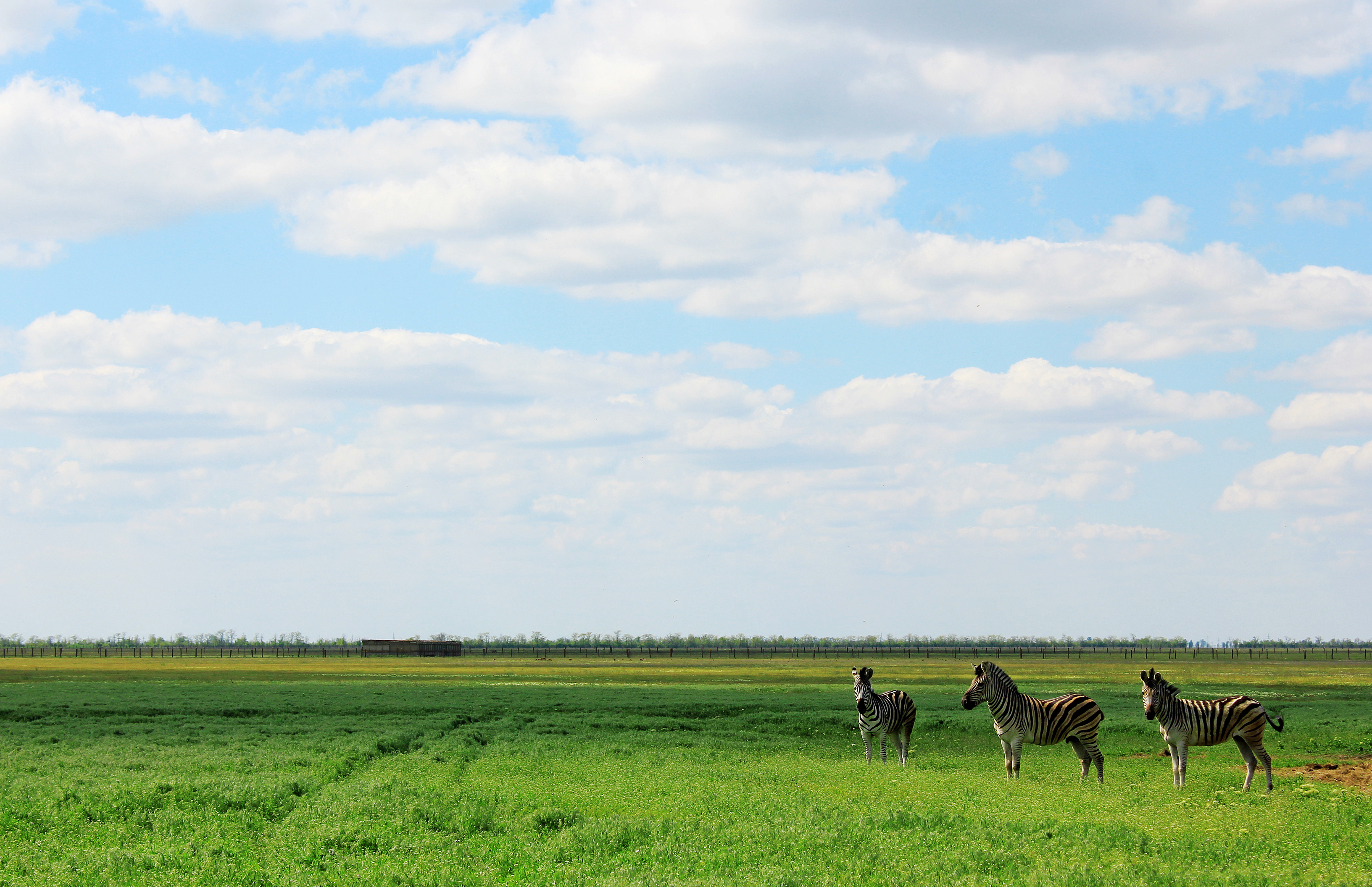
Асканія-Нова (заповідник)
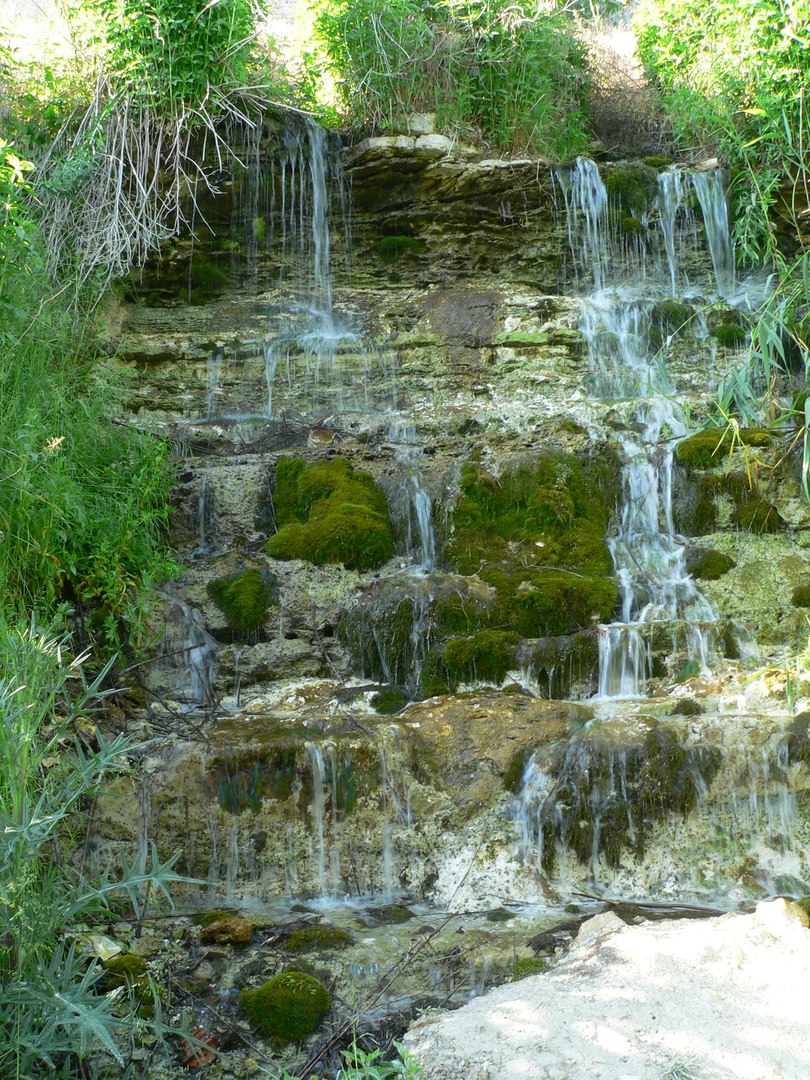
Джерело «Шилової балки» - гідрологічна пам’ятка природи
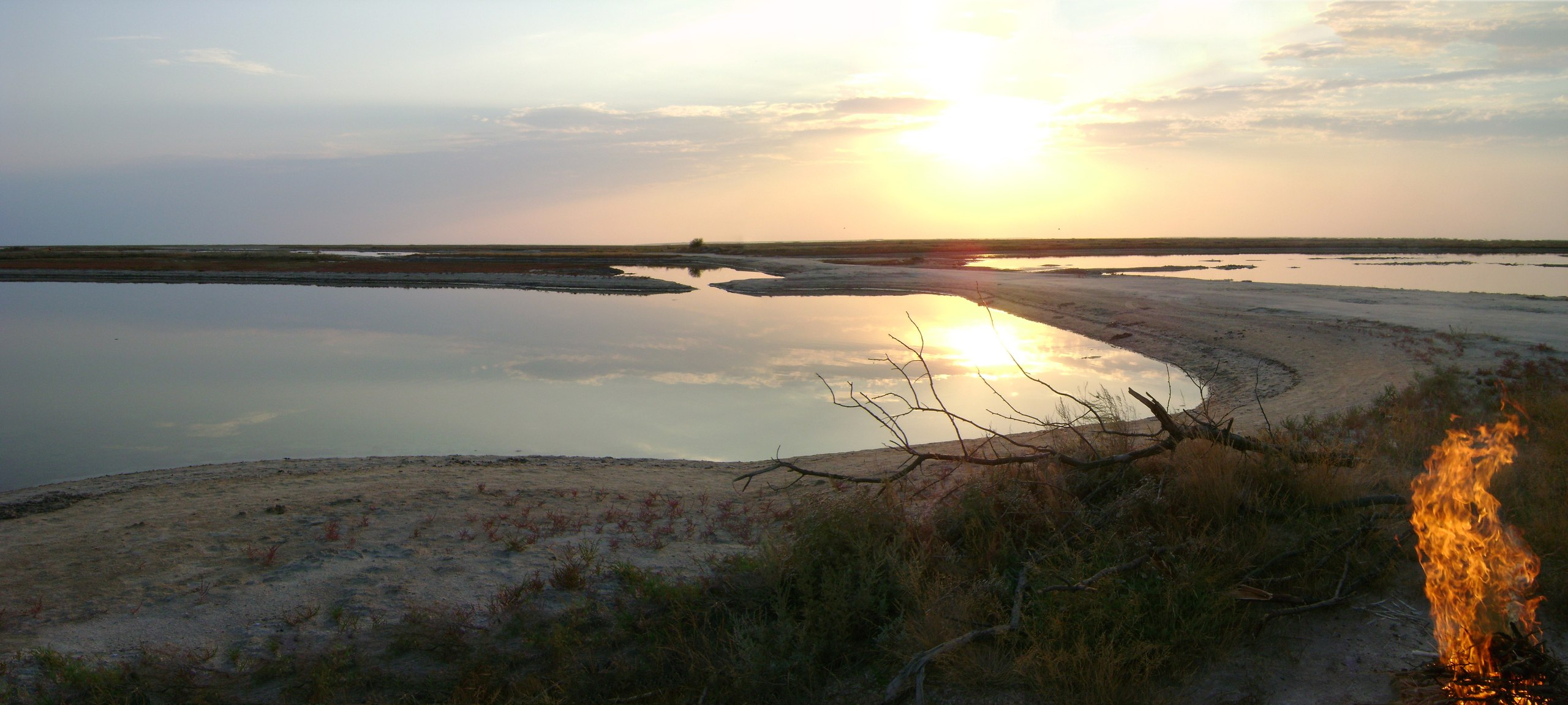
Херсонська частина Арабатської коси. Озера  Арабатської стрілки